# Yūichi Suzumoto
Yūichi Suzumoto (jap. 涼元 悠一 Suzumoto Yūichi; ur. 13 stycznia 1969 w Shizuoce) – japoński pisarz i scenarzysta gier komputerowych. W latach 2000–2005 pracował dla Visual Arts, współtworząc scenariusze do powieści wizualnych studia Key: Air i Clannad. Napisał także scenariusz do gry Planetarian: The Reverie of a Little Planet. W 2006 roku dołączył do firmy Aquaplus, w której pracował m.in. nad scenariuszami do sequeli gry Utawarerumono.

## Twórczość

### Powieści
- Aitsu wa dandelion (あいつはダンディー・ライオン, 1992, ISBN 4-08-611621-9)
- Aoneko no machi (青猫の街, 1998, ISBN 4-10-427101-2)
- Die Nachtjäger: Bodaijusō no yami kari hime (ナハトイェーガー　〜菩提樹荘の闇狩姫〜, 2006, ISBN 4-7973-3781-8)
- Planetarian: Chiisana hoshi no yume (planetarian 〜ちいさなほしのゆめ〜, 2008, ISBN 4-89490-622-8)

### Opowiadania
- Waga seishun no hokusei kabe (我が青春の北西壁, w: Cobalt Noberu Taishō nyūsen sakuhin-shū 8, 1992, ISBN 4-08-611690-1)[4]
- Hatsusora no shō (初空の章, w: „Comptiq”, grudzień 2000, wydanie specjalne „Kanōo”)[a]
- One Piece (ワンピース, w: Official Another Story Clannad: Hikari mimamoru sakamichi de, 2005, ISBN 4-8402-3250-4)[6]
- Teiden no hanashi (停電の話, w: Banshō, 2019)[7]
- Kitsune no yomeiri (きつねのよめいり, w: Banshō futatabi, 2021)[8]

### Gry komputerowe
- Air (2000)
- Mamahaha chōkyō (2000)
- Shoyakenjō (2001)
- Sakura no ki shita de (2002)
- Snow (2003)
- Oshikake Princess (2004)
- Clannad (2004)
- Planetarian: The Reverie of a Little Planet (2004)
- Utawarerumono: Mask of Deception (2015)
- Utawarerumono: Mask of Truth (2016)
- Snow Globe (2021)[9]

## Nagrody
- Cobalt Noberu Taishō (1991) za Waga seishun no hokusei kabe[2]
- Nihon Fantashī Noberu Taishō (wyróżnienie, 1998) za Aoneko no machi[2][10]